# Nathaël Julan
Nathaël Julan (* 16. Juli 1996 in Montivilliers; † 3. Januar 2020 in Pordic) war ein französischer Fußballspieler. Der Angreifer spielte zuletzt bei EA Guingamp.

## Werdegang
Julan begann seine Profikarriere 2015 in der Reservemannschaft von Le Havre AC, wo er bereits seit 2004 in Jugendteams gespielt hatte. 2019 wechselte er zu EA Guingamp, von wo aus er für sechs Monate zum FC Valenciennes ausgeliehen wurde. In insgesamt 63 Punktspielen bei den Profis erzielte Julan neun Tore.
Julan starb am 3. Januar 2020 im Alter von 23 Jahren in der Bretagne bei einem Autounfall.